# Rob Pardo
Rob Pardo (ur. 9 czerwca 1970) – amerykański projektant gier komputerowych, od 1997 pracownik Blizzard Entertainment na stanowisku projektanta i producenta gier oraz dyrektora kreatywnego, aż do rezygnacji w 2014 roku po prawie 17 latach pracy w firmie. Od 2016 założyciel i dyrektor generalny Bonfire Studios.

## Życiorys

### Wczesne życie
Pardo urodził się 9 czerwca 1970 roku w południowej Kalifornii. Zainteresował się projektowaniem gier, gdy pełnił funkcję Mistrza Gry w grze Dungeons & Dragons swoich przyjaciół. W wywiadzie z 2014 roku Pardo stwierdził, że jego natura rywalizacji wynikała z tego, że był jedynym dzieckiem podobnie rywalizującego ojca. Zniechęcony trudnościami związanymi z zostaniem reżyserem filmowym, Pardo uczęszczał od września 1995 do czerwca 1998 roku na University of California w Irvine, zamierzając zostać prawnikiem. Ostatecznie uzyskał tytuł licencjata (Bachelor of Arts) z dziedziny kryminologii, prawa i społeczeństwa. Jednakże w 1994 roku dołączył do Interplay Entertainment po tym, jak zobaczył, że jego kolega z pracy w sklepie z elektroniką aplikował o pracę w firmie produkującej gry komputerowe.

### Blizzard Entertainment
Po ok. dwóch latach pracy w Interplay, Pardo został zatrudniony w 1997 roku w Blizzard Entertainment ze względu na swoje umiejętności w grach strategicznych czasu rzeczywistego. W międzyczasie był również mistrzem gildii Legacy of Steel w grze EverQuest, gdzie poznał Jeffreya Kaplana (znanego jako „Tigole”), który został jego przyjacielem, a następnie współpracownikiem. Ostatecznie obydwoje dostali propozycje pracy jako projektanci w Blizzardzie.
Po dołączeniu do Blizzarda Pardo został członkiem zespołu, zajmującego się tworzeniem strategii czasu rzeczywistego pt. StarCraft. Kiedy Blizzard zdecydował się opracować dodatek do StarCrafta o nazwie Brood War, Pardo został mianowany głównym projektantem tego przedsięwzięcia. Po światowym sukcesie StarCrafta, Rob został skierowany do nadzoru nad projektem innego bestselleru firmy, jakim był Warcraft III: Reign of Chaos i jego dodatek The Frozen Throne. Oba te produkty otrzymały wysokie oceny od graczy i publikacji przemysłu gier. Ponadto obie te gry stały się kolejno 7. i 8. tytułem Blizzarda, które osiągnęły sprzedaż ponad miliona egzemplarzy.

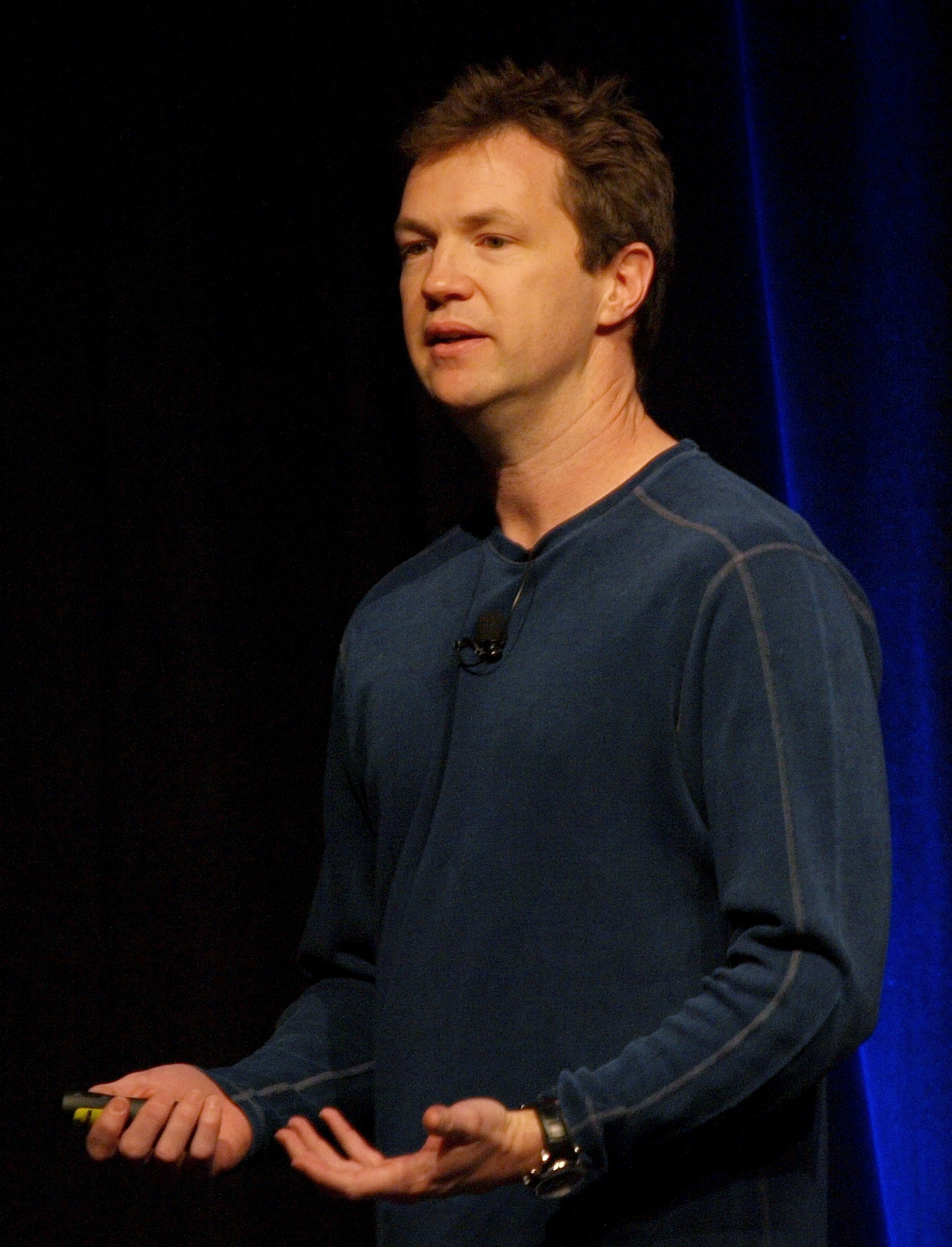
Rob Pardo na Game Developers Conference 2010

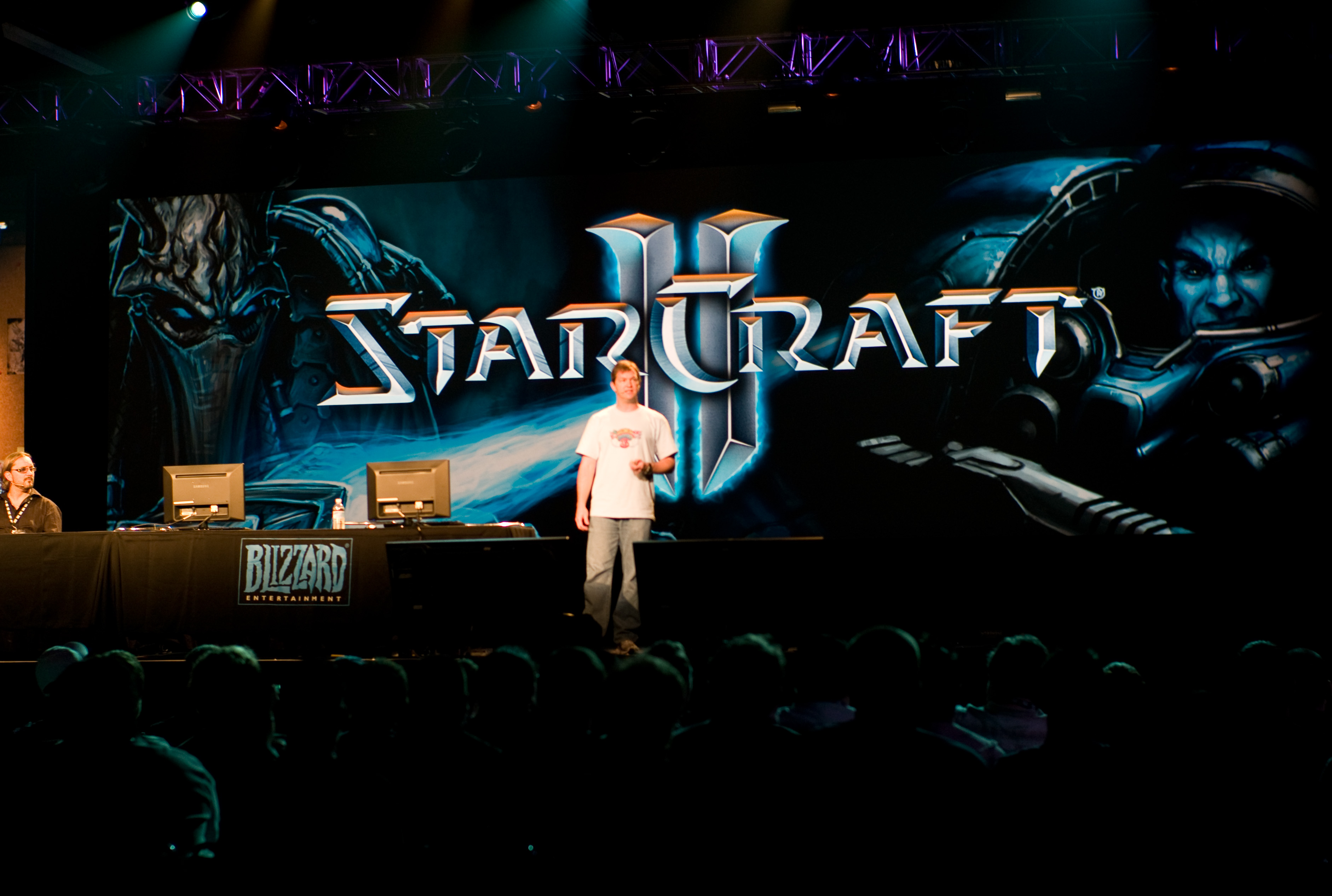
Pardo zapowiada StarCraft II na BlizzCon 2008

Następnie awansował na stanowisko wiceprezesa ds. projektowania gier, gdzie kierował grupą doświadczonych zespołów programistycznych, zaś sam nadzorował ogólny projekt każdej gry Blizzarda. Ponadto wykorzystując swoje doświadczenie z EverQuest kierował projektowaniem gry World of Warcraft oraz jej rozszerzenia The Burning Crusade. Ponadto nadzorował postępy prac nad rozwojem tytułów na PC i konsole. W 2006 roku trafił na listę 100 najbardziej wpływowych ludzi magazynu Time, choć pracownicy Blizzarda skrytykowali magazyn Time za przypisywanie całej pracy jednej osobie.
Następnie Pardo pracował na stanowisku dyrektora kreatywnego (CCO). Po zamknięciu Blizzard North w 2005 roku i wznowieniu prac nad Diablo III, Pardo zatrudnił Jaya Wilsona z Relic Entertainment do wyreżyserowania gry. Pardo był również odpowiedzialny za zaproponowanie kontrowersyjnego domu aukcyjnego gry, który ostatecznie został usunięty w 2014 roku. Sam również brał udział w pracy nad Diablo III, które wówczas sprzedało się w 10 milionach egzemplarzy oraz nad dodatkiem do World of Warcraft, Mists of Pandaria.
W 2008 roku Pardo początkowo wspierał rozwój cyfrowego klienta dla gry World of Warcraft: Trading Card Game, jednak w kolejnym roku przeniósł jej twórców na platformę Battle.net. Ta przerwa ostatecznie okazała się korzystna dla rozwoju Hearthstone jako odrębnej gry. W 2009 roku serwis IGN umieścił Roba Pardo na 26. miejscu na swojej liście Top 100 Game Creators of All Time.
Po sukcesie World of Warcraft Pardo zaczął planować następcę MMORPG Blizzard pod nazwą kodową Titan. Jednak częste nieporozumienia z głównym scenarzystą Chrisem Metzenem doprowadziły do piekła rozwoju, w którym zespół był podzielony między niezgodne wizje. W 2013 roku Pardo został mianowany dyrektorem kreatywnym i wykorzystał tę swoją władzę do ponownego uruchomienia rozwoju gry Titan. 3 lipca 2014 roku Pardo opuścił firmę Blizzard, częściowo z powodu presji ze strony dyrektora generalnego firmy, Michaela Morhaime'a, który nakłonił go do rezygnacji. Tego samego dnia zamieścił posta na oficjalnym forum World of Warcraft, w którym ogłosił, że po 17 latach pracy w Blizzard Entertainment odchodzi z firmy. Pomimo krytyki pod adresem przywództwa Pardo, projekt Titan ostatecznie został przerobiony na strzelankę Overwatch pod nadzorem Jeffa Kaplana, którego Pardo zwerbował do firmy.

### Późniejsza praca
22 kwietnia 2015 roku na blogu Unity Technologies poinformowano, że Rob Pardo dołączył do firmy jako doradca kreatywny dla deweloperów, korzystających z silnika Unity. W wyniku tego będzie podróżował po studiach w Europie, Azji i Ameryce Północnej w celu zbadania takich zagadnień, jak: projekty gier, procesy twórcze, trendy w branży oraz kluczowych aspektów wykorzystanych w udanych grach. Ponadto będzie pojawiał się u lokalnych grup deweloperskich zgromadzonych wokół silnika Unity.
12 września 2016 roku Pardo wraz z Joshem Mosqueirą (reżyserem Diablo III), Nickiem Carpenterem (szefem działu filmowego), Matthew Versluysem (dyrektorem technicznym Battle.net) oraz Min Kimem (byłym dyrektorem generalnym amerykańskiego oddziału firmy Nexon) założyli niezależne studio Bonfire Studios. Pardo został dyrektorem generalnym (CEO) firmy. Następnie otrzymał 25 milionów dolarów od Andreessen Horowitz i Riot Games. W grudniu 2021 roku Pardo zainwestował w Bright Star Studios, które rozwijało grę MMORPG Ember Sword aż do jej anulowania w maju 2025 roku. W styczniu 2025 roku zapowiedział pierwszą grę Bonfire Studios pt. Arkheron, będącą zespołową strzelanką PvP.
Ponadto Pardo pojawił się w formie animacji w serialu South Park (w odcinku „Make Love, Not Warcraft”).

## Wybrane gry

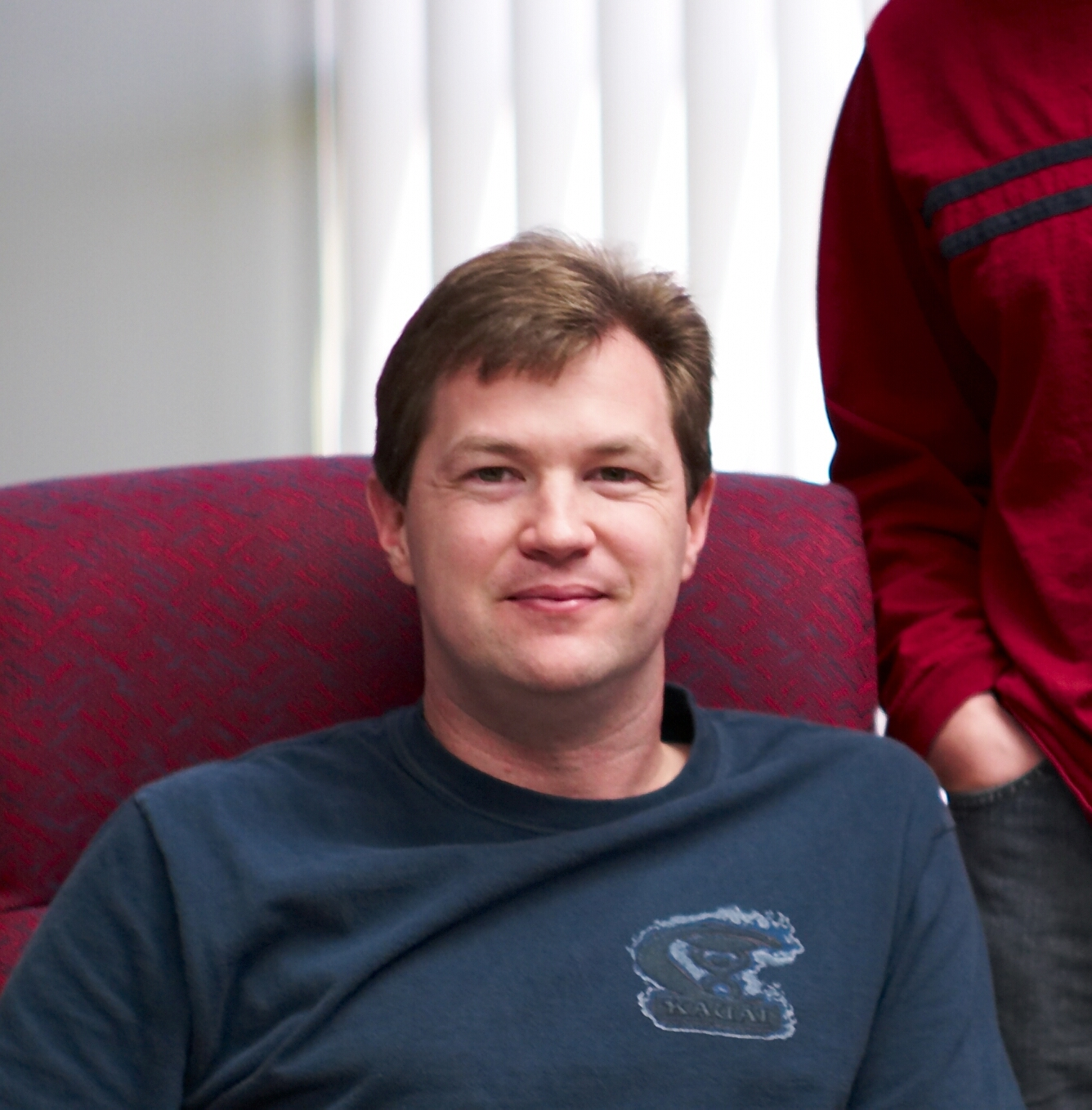
Rob Pardo

| Rok  | Tytuł                                     | Rola                                                              |
| ---- | ----------------------------------------- | ----------------------------------------------------------------- |
| 1994 | Cyberia                                   | Quality Assurance                                                 |
| 1994 | Voyeur                                    | Tester                                                            |
| 1995 | Descent                                   | Quality Assurance                                                 |
| 1995 | Whiplash                                  | Producent                                                         |
| 1995 | Wolfenstein 3D                            | Producent                                                         |
| 1996 | Tempest 2000/Tempest X3                   | Producent                                                         |
| 1997 | Golden Nugget                             | Producent                                                         |
| 1997 | Mortal Kombat Trilogy                     | Producent                                                         |
| 1997 | StarCraft                                 | Dodatkowe testy                                                   |
| 1997 | StarCraft: Brood War                      | Główny projektant, projektant poziomów kampanii                   |
| 2002 | Warcraft III: Reign of Chaos              | Główny projektant, koncepcja opowieści, projekt kampanii i layout |
| 2003 | Warcraft III: The Frozen Throne           | Główny projektant, projekt kampanii i layout                      |
| 2004 | World of Warcraft                         | Główny projektant                                                 |
| 2007 | World of Warcraft: The Burning Crusade    | Główny projektant                                                 |
| 2008 | World of Warcraft: Wrath of the Lich King | Wiceprezes wykonawczy ds. projektowania gier                      |
| 2010 | World of Warcraft: The Burning Crusade    | Wiceprezes wykonawczy ds. projektowania gier                      |
| 2010 | StarCraft II: Wings of Liberty            | Dyrektor ds. projektowania                                        |
| 2012 | Diablo III                                | Producent wykonawczy                                              |
| 2013 | StarCraft II: Heart of the Swarm          | Dyrektor kreatywny                                                |
| bd.  | Titan (anulowana)                         | Dyrektor wykonawczy projektu, dyrektor gry                        |
| 2014 | World of Warcraft: Warlords of Draenor    | Dodatkowy projektant                                              |
| 2014 | Hearthstone: Heroes of Warcraft           | Producent wykonawczy                                              |
| 2014 | Diablo III: Reaper of Souls               | Dyrektor kreatywny                                                |
| bd.  | Arkheron                                  |                                                                   |